# Expansievat

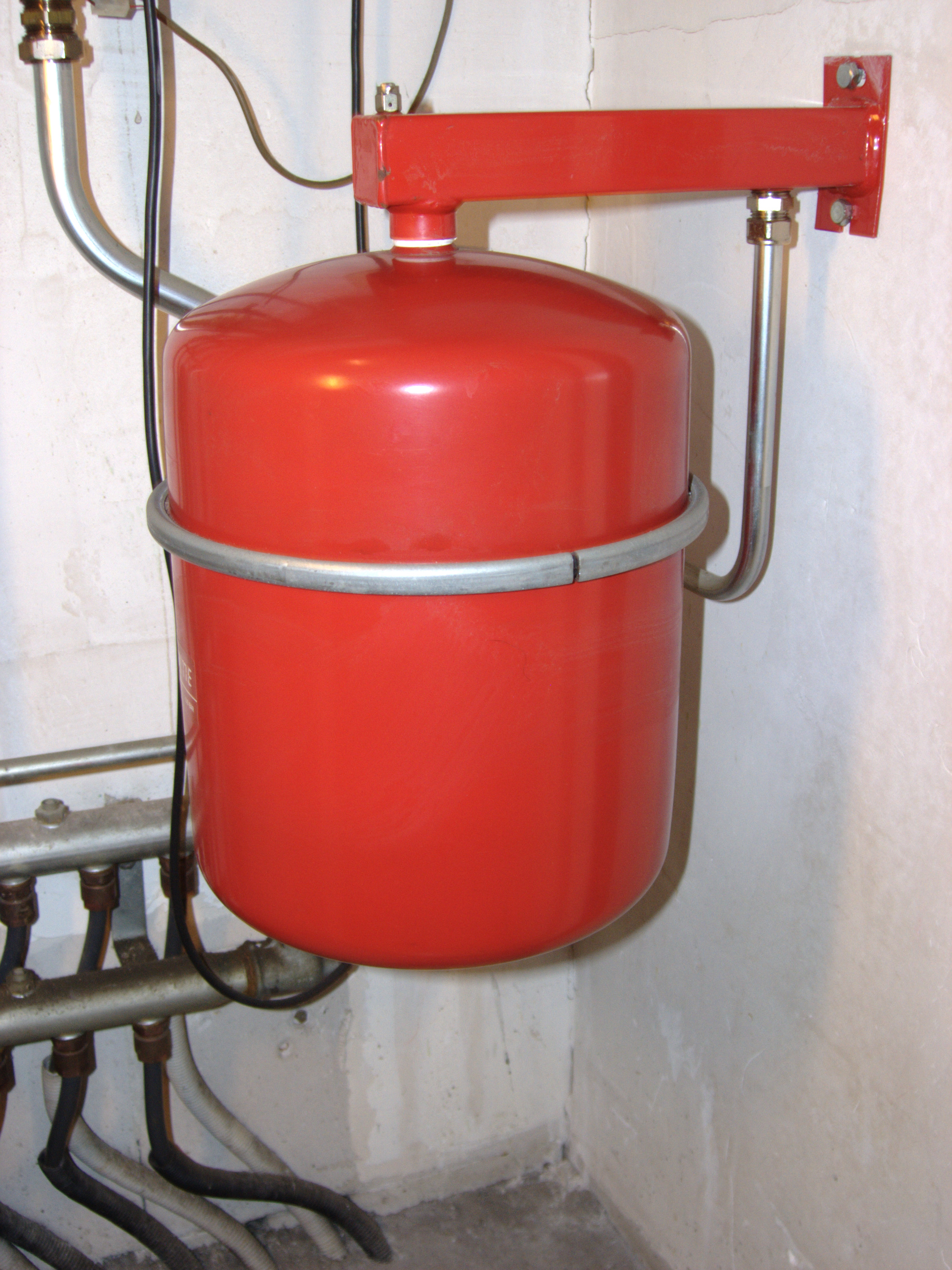
Het expansievat van een centrale verwarming

Een expansievat is een drukvat dat dient voor het beperken van drukveranderingen in een met vloeistof gevuld systeem.
In een expansievat bevinden zich twee compartimenten, gescheiden door middel van een membraan. Het ene compartiment staat in verbinding met het systeem en is dus gevuld met dezelfde vloeistof als het systeem, het andere compartiment bevat een gecomprimeerd gas.
De werking van een expansievat berust op het principe dat een gas, in tegenstelling tot een vloeistof, samendrukbaar is. Zodra de druk in het systeem oploopt, zal het membraan in de richting van het gas bewegen, waardoor het volume van het systeem toeneemt. Hierdoor zal de druk niet verder toenemen. De voordruk in het expansievat kan bijvoorbeeld 0,5 bar tot 1,5 bar bedragen, afhankelijk van de hoogte tussen het expansievat en het hoogste punt van het centraal verwarmingssysteem. Ze zijn verkrijgbaar met verschillende inhoud, de grootte hangt af van de waterinhoud van de installatie.
Expansievaten worden toegepast in onder andere cv-installaties. Door de wisselende temperaturen van het cv-water ontstaan er volume- en drukverschillen in de installatie, deze worden opgevangen door het expansievat. Wanneer de druk van een cv-installatie sterk varieert bij veranderingen van de watertemperatuur, functioneert het expansievat niet meer goed. Meestal raakt een expansievat defect door een lek membraan. Men kan dit controleren door tegen de zijkant van het vat te kloppen, met een hard voorwerp. In het geval er geen verschil in geluid is bij het kloppen op de boven- en onderkant, is het vat defect en dient het vervangen te worden. Naast het expansievat wordt doorgaans een tweede beveiliging tegen overdruk aangebracht; een ontlastklep, het zogenaamd overstortventiel.
Het bekende rode expansievat is vlak na de Tweede Wereldoorlog ontwikkeld door Johan Wormmeester en later in productie genomen door Flamco waarvan hij indertijd directeur was. De vorm van het vat is ingegeven door een zeer praktische overweging. Wormmeester zocht een geschikte vorm en realiseerde zich dat een mal behoorlijk duur is, dus zocht hij naar een goedkope oplossing: twee pannen op elkaar. Die mallen bestonden al. Het bekende rode expansievat bestaat feitelijk dus uit twee pannen op elkaar, samengehouden door een ring. Tussen de twee helften, in de ring, zit ook het rubberen membraan geklemd. De onderste helft van het vat is gevuld met stikstof, de bovenste helft is gevuld met het water van de verwarming dat kan uitzetten als gevolg van de flexibiliteit van het membraan en de gasdruk onder het membraan.
In pompstations voor drinkwater worden grote expansievaten (waterslagketels) toegepast om waterslag te voorkomen. 